# Convenzione sull'abolizione del lavoro forzato, 1957
La Convenzione sull'abolizione del lavoro forzato, 1957 è la convenzione n. 105 dell'Organizzazione internazionale del lavoro (ILO), adottata il 25 giugno 1957, a seguito della riunione del 5 giugno 1957 a Ginevra della Conferenza generale dell’Organizzazione internazionale del lavoro, nel corso della sua 40ª sessione.
Tale trattato internazionale è parte delle otto convenzioni fondamentali dell'Organizzazione internazionale del lavoro. Entrata in vigore il 17 gennaio 1959, la convenzione vieta il ricorso al lavoro forzato in tutte le sue forme, in particolare come forma di punizione dei lavoratori che ricorrano al diritto di sciopero, come misura di coercizione o rieducazione politica o come metodo per realizzare discriminazioni razziali, sociali, nazionali o religiose.
La convenzione modifica i termini della precedente Convenzione sul lavoro forzato del 1930.

## Nazioni aderenti
Al 2023, la convenzione è stata ratificata da 178 dei 187 membri della OIL; i 9 Stati membri della OIL che non hanno ratificato la convenzione sono:
- Brunei
- Corea del Sud
- Laos
- Isole Marshall
- Birmania
- Palau
- Timor Est
- Tonga
- Tuvalu

Due delle nazioni che hanno ratificato la convenzione (Malaysia e Singapore) hanno poi ritirato la loro adesione; a queste si aggiungono poi gli altri Stati delle Nazioni Unite che non sono membri della OIL.